# Anonyme (rappeur)
Pour les articles homonymes, voir Anonyme.
Anonyme, de son vrai nom Magloire Tampélé (né le 19 octobre 1986 à N'Djaména), est un rappeur tchadien.

## Biographie

### Enfance et études
Magloire Tampélé est issu d'une famille modeste, troisième d'une fratrie de quatre garçons. Il passe son enfance entre les quartiers de Chagoua et Ridina, à N'Djaména. Son immersion précoce dans le domaine musical découle de l'influence de son père, un amateur de musique, spécifiquement de la rumba congolaise et de la variété française. À l'adolescence, Anonyme découvre le rap. Il se familiarise avec les œuvres d'artistes tels que MC Solaar, DMX, Nas, Secteur Ä, Bisso Na Bisso, M.A.M et PBS[réf. nécessaire]. Anonyme fait ses débuts dans le rap à Chagoua, son quartier d'origine, ainsi que dans les cercles de jeunes de son église, notamment au sein de la JEC (Jeunesse Étudiante Chrétienne). En 2003, il intègre son premier groupe de rap, nommé Istifakh, terme signifiant « entente » en arabe tchadien, aux côtés de Rabbah et Ahmattempo[réf. nécessaire].
En 2004, il se rend en Guinée pour poursuivre ses études universitaires. Au sein de son université, il fait la rencontre et évolue aux côtés de plusieurs amateurs passionnés de hip-hop. Il obtient un bac S la même année, et suit un cursus en faculté de médecine à l'université Gamal Abdel Nassar de Conakry, duquel il sort avec son doctorat en 2012.

### Label State Production
Ces nouveaux amis le présentent au patron du Label State Production, lors d’un test freestyle organisé par la maison de production. Il signe alors son premier contrat en 2006. Il évolue dès lors aux côtés d'artistes tels que Dianas, Hervé Demonix, Kamikaze et Docta Man. Anonyme participe à plusieurs projets de singles, compilations et spectacles du label. C'est grâce également à ce label qu'Anonyme fait la connaissance du beatmaker français Tony Matti, qui composera une grande partie des morceaux de son premier album Chronique des terres arides[réf. souhaitée].
Entre 2005 et 2008, il participe parallèlement à un projet de collectif d'artistes étudiants résidant en Guinée appelé Alliance T, aux côtés notamment d'Angele ; l'un des morceaux notables du groupe comprend L'hymne de l'unité, sorti en 2006. Le collectif se sépare ensuite, tous les membres changeant de ville, ou finissant leur séjour universitaire en Guinée.

### Premiers succès
Le public tchadien découvre Anonyme en 2007 lors de sa collaboration avec le défunt Diego le Maestro du groupe Tibesti, son mentor sur le titre Mon trésor. Anonyme sort son premier album, Chronique des terres arides,, le 29 novembre 2014sous son propre label, Marge d'action Music.
Anonyme décroche au Tchad ses premières diffusions sur des chaînes de télévision influentes comme Trace Urban, BBlack TV et DBM TV avec son clip Ma ville, réalisé par Shamak Allharamadji. En 2017, il signe quelques nouveaux artistes comme MBH, le groupe One Style (Qim Xed et Fiire B), M. H et Alix.
Depuis 2013, il exerce dans une ONG venant en aide aux réfugiés[réf. souhaitée].

## Discographie

### Albums studio
- 2014 : Chronique des terres arides[9],[10]
- 2019 : Projectile[11]

### Singles
- 2006 : L'Hymne de l'unité (avec Collectif Alliance)
- 2007 : Mon Trésor (feat. Diego Maestro)
- 2008 : Sauvez le Lac Tchad(feat. Yamkel)
- 2009 : Fils d’Afrique (feat. Demonix)
- 2016 : Africans makers[12]
- 2017 : Kété[13]

### Clips
- 2011 : Fils d’Afrique (feat. Demonix)
- 2015 : Ma ville
- 2018 : Thank You Lord (feat. Christian Saar, Kete et Vaudoo Trap)
- 2019 : Bruits de bottes (feat. Alix)

## Distinctions
- 2015 : Nomination au Dari Awards 2015 dans la catégorie « meilleur artiste hip-hop ».
- 2016 : Récompense au Dari Awards 2016 dans la catégorie « meilleur clip » avec Ma ville[14].